# Paper Gods

A Paper Gods a Duran Duran tizennegyedik albuma, amit a Warner Bros. Records-szal adtak ki. 2015. június 15-én jelentették be a megjelenés időpontját, ami szeptember 11-re tűztek ki. Az album producere Mr Hudson és Joshua Blair volt, akik az All You Need Is Now-n (2010) és A Diamond in the Mind-on is együtt dolgoztak az együttessel; Nile Rodgers, aki először a "The Reflex"-en dolgozott a Duran Duran-nal (a remixelt változata első helyet ért el), a "The Wild Boys" kislemezen és a Notorious albumon; illetve Mark Ronson, aki az All You Need Is Now producere is volt. Az első kislemezen ("Pressure Off") énekel Janelle Monáe is. Az album mellett turnéztak is, amely a Paper Gods on Tour nevet kapta.

## Megjelenés
Az album borítóján (aminek az alapja Alex Israel "Sky Backdrop" nevű dizájnja) szereplő ikonok, az együttes történetét jelenítik meg. A száj és a szem (festette: Patrick Nagel) a Rio albumra; a sofőr sapka a "The Chauffeur" című számra; a rózsaszín telefon, a pohár pezsgő és a szaxofon a "Rio" kislemezre és videóklipjére; a szumós a "Girls on Film" videóklipjére; a fogak a "The Wild Boys" számra; az Eiffel-torony a Halálvágta című James Bond film főcímdalára, a "A View to a Kill"-re; a rakéta a válogatásalbum Decade-re; egy nő sziluettje "Skin Trade" kislemezre; a tigris és a kígyó a harmadik albumukra, a Seven and the Ragged Tiger-re; egy fehér cipő, ami a "Come Undone" kislemezre; és egy fagylalt, ami a "Perfect Day" kislemezre utal. A deluxe verzióján az albumnak 16 ilyen ikon található.

## Számlista
| Standard edition | Standard edition         | Standard edition                                                      | Standard edition | Standard edition | Standard edition | Standard edition | Standard edition | Standard edition | Standard edition |
|                  | Cím                      | Szerző(k)                                                             | Hossz            |                  |                  |                  |                  |                  |                  |
| ---------------- | ------------------------ | --------------------------------------------------------------------- | ---------------- | ---------------- | ---------------- | ---------------- | ---------------- | ---------------- | ---------------- |
| 1.               | Paper Gods               | John Taylor, Roger Taylor, Nick Rhodes, Simon Le Bon, Mr Hudson       | 7:04             |                  |                  |                  |                  |                  |                  |
| 2.               | Last Night in the City   | Mr Hudson, Kiesza, Taylor, Taylor, Rhodes, Le Bon                     | 4:44             |                  |                  |                  |                  |                  |                  |
| 3.               | You Kill Me with Silence | Taylor, Taylor, Rhodes, Le Bon, Mr Hudson                             | 4:26             |                  |                  |                  |                  |                  |                  |
| 4.               | Pressure Off             | Mark Ronson, Mr Hudson, Janelle Monáe, Taylor, Taylor, Rhodes, Le Bon | 4:21             |                  |                  |                  |                  |                  |                  |
| 5.               | Face for Today           | Taylor, Taylor, Rhodes, Le Bon, Dominic Brown                         | 3:52             |                  |                  |                  |                  |                  |                  |
| 6.               | Danceophobia             | Taylor, Taylor, Rhodes, Le Bon, Brown, Mr Hudson                      | 4:14             |                  |                  |                  |                  |                  |                  |
| 7.               | What Are the Chances?    | Taylor, Taylor, Rhodes, Le Bon, Brown, Mr Hudson                      | 4:55             |                  |                  |                  |                  |                  |                  |
| 8.               | Sunset Garage            | Mr Hudson, Taylor, Taylor, Rhodes, Le Bon                             | 4:43             |                  |                  |                  |                  |                  |                  |
| 9.               | Change the Skyline       | Taylor, Taylor, Rhodes, Le Bon, Mr Hudson                             | 3:57             |                  |                  |                  |                  |                  |                  |
| 10.              | Butterfly Girl           | Taylor, Taylor, Rhodes, Le Bon, Brown                                 | 3:15             |                  |                  |                  |                  |                  |                  |
| 11.              | Only in Dreams           | Taylor, Taylor, Rhodes, Le Bon, Rodgers, Ronson, Mr Hudson            | 6:05             |                  |                  |                  |                  |                  |                  |
| 12.              | The Universe Alone       | Taylor, Taylor, Rhodes, Le Bon                                        | 5:48             |                  |                  |                  |                  |                  |                  |
| 57:40            |                          |                                                                       |                  |                  |                  |                  |                  |                  |                  |

| Deluxe edition (bonus tracks) | Deluxe edition (bonus tracks) | Deluxe edition (bonus tracks)         | Deluxe edition (bonus tracks) | Deluxe edition (bonus tracks) | Deluxe edition (bonus tracks) | Deluxe edition (bonus tracks) | Deluxe edition (bonus tracks) | Deluxe edition (bonus tracks) | Deluxe edition (bonus tracks) |
|                               | Cím                           | Szerző(k)                             | Hossz                         |                               |                               |                               |                               |                               |                               |
| ----------------------------- | ----------------------------- | ------------------------------------- | ----------------------------- | ----------------------------- | ----------------------------- | ----------------------------- | ----------------------------- | ----------------------------- | ----------------------------- |
| 13.                           | Planet Roaring                | Taylor, Taylor, Rhodes, Le Bon, Brown | 3:49                          |                               |                               |                               |                               |                               |                               |
| 14.                           | Valentine Stones              | Taylor, Taylor, Rhodes, Le Bon        | 3:30                          |                               |                               |                               |                               |                               |                               |
| 15.                           | Northern Lights               | Taylor, Taylor, Rhodes, Le Bon, Brown | 5:13                          |                               |                               |                               |                               |                               |                               |
| 69:54                         |                               |                                       |                               |                               |                               |                               |                               |                               |                               |

| Target-exclusive edition (bonus tracks) | Target-exclusive edition (bonus tracks) | Target-exclusive edition (bonus tracks) | Target-exclusive edition (bonus tracks) | Target-exclusive edition (bonus tracks) | Target-exclusive edition (bonus tracks) | Target-exclusive edition (bonus tracks) | Target-exclusive edition (bonus tracks) | Target-exclusive edition (bonus tracks) | Target-exclusive edition (bonus tracks) |
|                                         | Cím                                     | Szerző(k)                               | Hossz                                   |                                         |                                         |                                         |                                         |                                         |                                         |
| --------------------------------------- | --------------------------------------- | --------------------------------------- | --------------------------------------- | --------------------------------------- | --------------------------------------- | --------------------------------------- | --------------------------------------- | --------------------------------------- | --------------------------------------- |
| 13.                                     | On Evil Beach                           | Taylor, Taylor, Rhodes, Le Bon          | 2:48                                    |                                         |                                         |                                         |                                         |                                         |                                         |
| 14.                                     | Cinderella Ride                         | Taylor, Taylor, Rhodes, Le Bon          | 3:56                                    |                                         |                                         |                                         |                                         |                                         |                                         |
| 63:05                                   |                                         |                                         |                                         |                                         |                                         |                                         |                                         |                                         |                                         |

## Slágerlisták
2015. október 3-án az album 10. helyen debütált a Billboard 200-on, és ezzel az 1993-as Duran Duran album óta az első top 10-es debütálása lett az együttesnek. A második héten visszaesett 76. helyre, majd a harmadik és egyben utolsó hetében a listán, a 194. helyre csúszott vissza. Az Egyesült Királyságban a legmagasabb pozíciója 5.; Olaszországban 2. volt. Az album a január 12-i héten (öt hónappal a megjelenés után) megint a Billboard 200-on találta magát, a 45. helyen.
| Slágerlista (2015)                     | Legmagasabb pozíció |
| -------------------------------------- | ------------------- |
| Ausztrál Albumok (ARIA)                | 19                  |
| Osztrák Albumok (Ö3 Austria)           | 24                  |
| Belga Albumok (Ultratop Flanders)      | 19                  |
| Belga Albumok (Ultratop Wallonia)      | 8                   |
| Kanadai Albumok (Billboard)            | 7                   |
| Horvát Albumok (HDU)                   | 10                  |
| Cseh Albumok (ČNS IFPI)                | 14                  |
| Dán Albumok (Hitlisten)                | 27                  |
| Holland Albumok (Album Top 100)        | 4                   |
| Finn Albumok (Suomen virallinen lista) | 28                  |
| Francia Albumok (SNEP)                 | 60                  |
| Német Albumok (Offizielle Top 100)     | 24                  |
| Görög Albumok (IFPI)                   | 13                  |
| Magyar Albumok (MAHASZ)                | 6                   |
| Ír Albumok (IRMA)                      | 27                  |
| Olasz Albumok (FIMI)                   | 2                   |
| Japán Albumok (Oricon)                 | 45                  |
| Új-Zéland-i Albumok (RMNZ)             | 24                  |
| Portugál Albumok (AFP)                 | 16                  |
| Skót Albumok (OCC)                     | 6                   |
| Spanyol Albumok (PROMUSICAE)           | 18                  |
| Svájci Albumok (Schweizer Hitparade)   | 15                  |
| UK Albums (OCC)                        | 5                   |
| US Billboard 200                       | 10                  |
| US Top Alternative Albums (Billboard)  | 2                   |

## Előadók, munkálatok
Az AllMusic adatai alapján.

### Duran Duran
- Simon Le Bon – ének
- John Taylor – basszusgitár, háttérének
- Roger Taylor – dobok
- Nick Rhodes – billentyűk, háttérének

### Utómunkálatok
- Nile Rodgers – producer
- Mark Ronson – producer
- Mr Hudson – producer
- Josh Blair – producer
- Mark "Spike" Stent – keverés
- Ted Jensen – masterelés

### További előadók
- Anna Ross – vokál (10, 13)
- Dom Brown – gitár (10, 15)
- Mr. Hudson – vokál, gitár (1)
- Kiesza – vokál, gitár (2)
- Janelle Monáe – vokál (4)
- Nile Rodgers – gitár, háttérének (4)
- Lindsay Lohan – vokál (6)
- Hollie Cook – vokál (8)
- Jonas Bjerre – vokál, gitár (9)
- John Frusciante – gitár (7, 10, 12, 15)
- Steve Jones – gitár (13)
- Davidé Rossi – hangszerelés (4, 5, 7, 12)
- London Youth Choir – kórus (12)
- Voce Chamber Choir – kórus (12)

## Kiadások
A Discogs adatai alapján.
| Régió              | Év   | Formátum                        | Kiadó                |
| ------------------ | ---- | ------------------------------- | -------------------- |
| Európa, Finnország | 2015 | CD, LP, MP3, digitális letöltés | Warner Bros. Records |
| Világszerte        | 2015 | CD, LP                          | Warner Bros. Records |
| Egyesült Királysg  | 2016 | 12", LP                         | The Vinyl Factory    |

## Fordítás
Ez a szócikk részben vagy egészben  a   Paper Gods című angol Wikipédia-szócikk ezen változatának fordításán alapul.  Az eredeti cikk szerkesztőit annak laptörténete sorolja fel. Ez a jelzés csupán a megfogalmazás eredetét és a szerzői jogokat jelzi, nem szolgál a cikkben szereplő információk forrásmegjelöléseként.